# 509

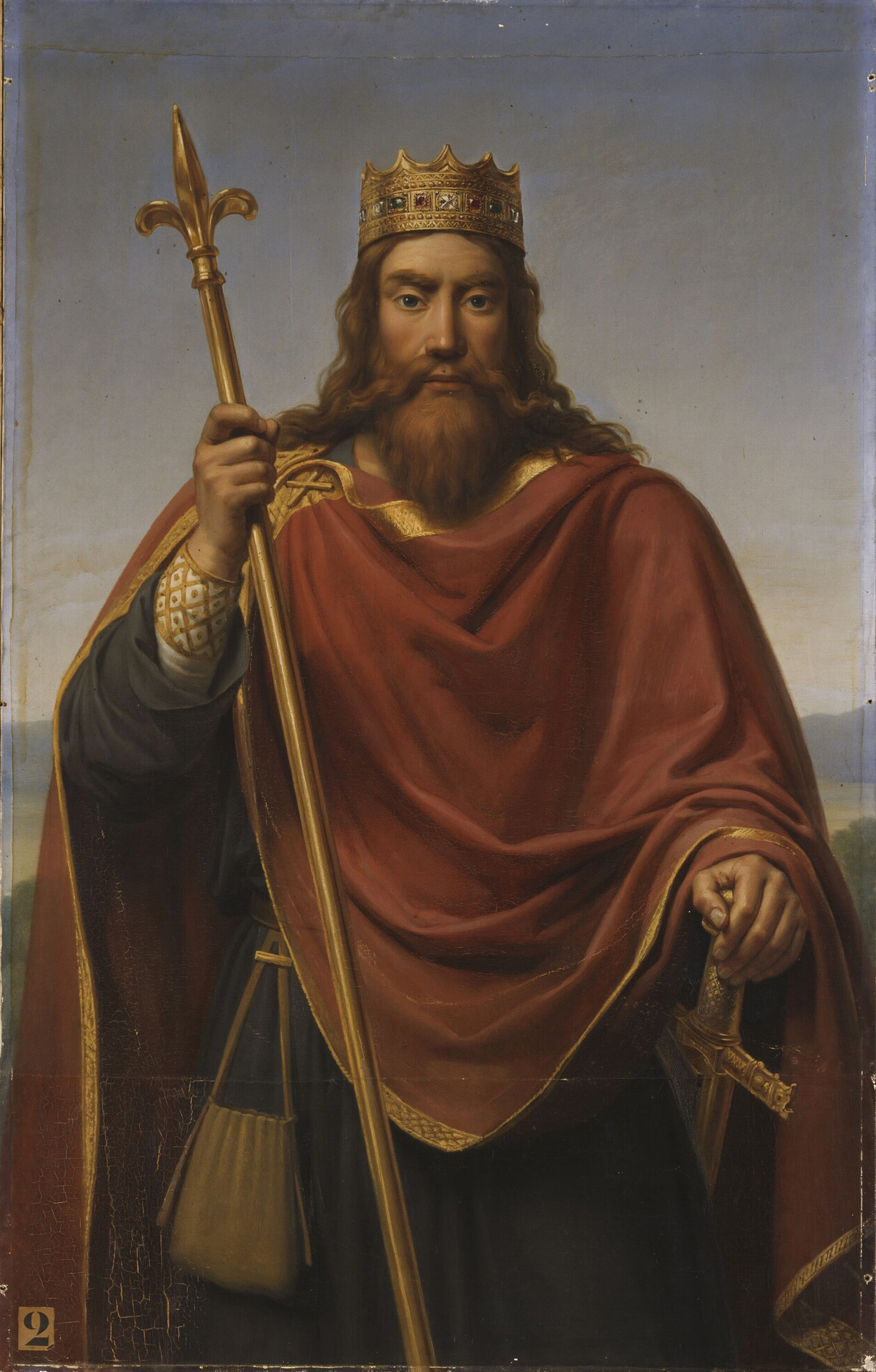
Clovis I, koning van de Franken (481 - 511)

Het jaar 509 is het 9e jaar in de 6e eeuw volgens de christelijke jaartelling.

## Gebeurtenissen

### Europa
- Clovis I (Chlodovech) verenigt alle Frankische stammen en wordt de eerste katholieke koning die heerst over Gallië (huidige Frankrijk). Hij elimineert de laatste koningen (hertogen) van de Salische- en Ripuarische Franken. Hiermee lijft hij officieel het gebied (Toxandrië) ten westen van Rijn in bij het Frankische Rijk.
- Clovis I gunt de edelen landerijen om de rust in zijn koninkrijk te behouden. De Karolingen, een vooraanstaande familie, bekleden hoge ambten en bezitten vele landgoederen. Hierdoor ontstaat de allodia (grootgrondbezit).

## Geboren
- Kimmei, keizer van Japan (overleden 571)

## Overleden
- Cloderic, koning van de Ripuarische Franken
- Ragnachar, koning van de Salische Franken
- Rignomer, koning van de Salische Franken
- Sigebert de Lamme, koning van de Ripuarische Franken